# La Suite Records
La Suite Records è un'etichetta discografica di Torino, inizialmente formata come progetto di Filippo Brucoli, componente del gruppo musicale ATPC, ora chief executive e responsabile dell'etichetta, mentre label manager e responsabile della promozione discografica è Federico Grazziottin, meglio conosciuto con il nome d'arte di DJ Fede.
L'attività dell'etichetta è la produzione, la distribuzione e la promozione di artisti e prodotti legati all'hip hop. Per fare questo, La Suite ha anche stretto un rapporto di collaborazione con la Venus Dischi che attualmente si occupa della distribuzione delle produzioni nei negozi al di fuori della rete de La Suite e nei punti vendita delle grandi catene.
L'etichetta ha anche una sezione, chiamata La Suite Underground, che si occupa di produzione e promozione di artisti emergenti e progetti sperimentali, sempre nell'ambito dell'hip hop.

## Artisti
Di seguito l'elenco degli artisti prodotti dalla casa discografica torinese:
- ATPC (Rula, Sly)
- DJ Fede
- DJ Koma
- Duplici (Paolito, Alby Dupliss)
- Fat Fat Corfunk & DJ Nessinfamous
- Funk Famiglia (Tony C, Koma, Livio)
- Jap
- OneMic (Rayden, Raige, Ensi)
- Palla & Lana
- PoorMan Sytle (Koma, Livio, Natty Dub)
- Principe
- Raige & Zonta
- Tsu

## Discografia
- 2004: SUI 001 - DJ Fede - 50 MC's II
- 2004: SUI 002 - AA.VV. - Suite Foundation EP
- 2004: SUI 003 - Funk Famiglia - Riconoscilo dal suono
- 2004: SUI 005 - AA.VV. - Sopravvissuti
- 2004: SUI 006 - Tsu - Rime e ragioni
- 2004: SUI 007 - ATPC - Idem
- 2004: SUI 008 - DJ Fede - The Beatmaker
- 2004: SUI 009 - DJ Fede - Handz Up
- 2004: SUI 010 - ATPC - Movida (singolo)
- 2004: SUI 011 - ATPC - Se fossi in te (singolo)
- 2005: SUI 012 - OneMic - Sotto la cintura
- 2005: SUI 013 - Principe - Credo
- 2005: SUI 014 - Fat Fat Corfunk & DJ Nessinfamous - Realtà, stile e conoscenza
- 2005: SUI 015 - DJ Koma - Una mole di MC's
- 2005: SUI 016 - ATPC - Re-Idem
- 2005: SUI 017 - Jap - Occhi di ghiaccio
- 2005: SUI 018 - DJ Fede - Rock the beatz
- 2005: SUI 019 - Palla & Lana - Applausi
- 2006: SUI 020 - Raige & Zonta - Tora-Ki
- 2006: SUI 021 - Duplici - Schiena contro schiena
- 2008: SUI 022-008 - DJ Fede/AA.VV. - The Beatmaker/Suite Muzik (doppio CD)
- 2008: SUI 022-013 - Principe/AA.VV. - Credo/Suite Muzik (doppio CD)
- 2008: SUI 023 - Principe - R-Esistenza
- 2008: SUI 024 - Ensi - Vendetta
- 2009: TSU 001 - Tsu - Il risveglio
- 2009: KK  001 - Karma Krew - Esame lirico
- 2009: KK  002 - Manu D - Due lati di me
- 2009: 0F  001 - DJ Fede - Original flavour
- 2009: SUI 024 - ATPC - Solido
- 2009: BR 001 - Brokenspeakers - L'album
- 2009: BR 002 - Coez - Figlio di nessuno